# 의성군립도서관
의성군립도서관은 경상북도 의성군에 있는 도서관이다.

## 연혁
- 2000.07 의성군립도서관 준공
- 2001.06.20 개관식
- 2005.01 정보화교육장, 디지털자료실 구축
- 2010.04 도서관 2층 자료실 증축(81m2)
- 2013.12 의성군립도서관 리모델링 건립 시행계획 수립
- 2014.05 의성군립도서관 리모델링 기본 및 실시설계 완료
- 2014.08 의성군립도서관 리모델링 공사 착공
- 2014.12 의성군립도서관 리모델링 준공
- 2014.12.12 의성군립도서관 증축(1층 21.6m2, 3층 36.72m2)

## 이용 안내
이용 시간
휴관일
- 매주 월요일
- 관공서의 공휴일에 관한 규정에 의한 공휴일(일요일이 다른공휴일과 겹치는 경우에는 휴관)
- 도서의정리, 도서관의보수 또는 그 밖의 사유로 휴관이 필요하다고 인정 하는 날(휴관일 3일전에 공고)